# Oscure presenze
Oscure presenze, anche noto come Jessabelle - Oscure presenze (Jessabelle), è un film nel 2014 diretto da Kevin Greutert.
Pellicola horror/thriller prodotta negli Stati Uniti, sceneggiata da Robert Ben Garant.

## Trama
(Kate)
Jessie è pronta a fare il grande passo: andare a vivere assieme al suo fidanzato col figlio che aspetta in grembo, creando così una famiglia, ma i progetti non vanno come previsto. Durante il trasferimento a casa del ragazzo, la loro macchina avrà un incidente in cui lui non sopravvive. Jessie viene soccorsa dall'ambulanza, perderà il bambino e avrà una paralisi temporanea alle gambe, che verrà curata nei tre mesi successivi.
Due mesi dopo: i medici dell'ospedale sono pronti a rilasciare Jessie, ma lei non ha una sistemazione e le viene quindi chiesto se può rintracciare il padre, visto che la madre è morta quando lei era solo una bambina, mentre sua zia, con la quale aveva vissuto per quasi tutta la vita, è deceduta. La ragazza dovrà contattare il padre, Leon, un uomo taciturno che non lascia trasparire le sue emozioni. Riallacciati i rapporti col genitore, tornerà nel suo vecchio paese d'origine in Louisiana, dove regna la natura e dove ha lasciato i suoi vecchi amici, tra cui Preston, un ragazzo che era interessato a qualcosa di più di un semplice rapporto d'amicizia. Sistematasi nella camera appartenente alla madre morta, Jessie passerà le sue giornate nella noia più totale, fino a quando non troverà delle videocassette appartenenti alla madre Kate. La donna rivela che, probabilmente, siccome non ci sarà quando lei compirà 18 anni, ha deciso di lasciarle la videocassetta come regalo. Successivamente, Kate fa i tarocchi alla figlia: la prima carta ad uscire è la morte, seguita da un'altra, che rivela che la ragazza non si sarebbe mai mossa dal paese d'origine. Jessie è commossa per il regalo della madre, ma crede che non fosse capace di leggere le carte dal momento che, in realtà, lei dal paese se n'era andata. Arriva poi il padre, il quale, notando la videocassetta, si infuria e la rompe, buttando la sedia a rotelle della figlia nel lago.
Quella stessa notte, Jessie percepisce nella sua stanza una strana presenza, che si materializza e dice di chiamarsi Jessabelle. Il giorno seguente, la ragazza crede che sia stato un incubo. Il padre si scusa con lei, dicendo che era ubriaco. Le chiede poi se ha trovato altre videocassette girate dalla madre, ma Jessie nega. Una volta uscito il padre, inizia a setacciare la casa, trovandone un'altra. Nel nuovo video, Kate legge ancora le carte alla figlia e le rivela che, dentro la casa, c'è una presenza indesiderata e corrotta. Il giorno successivo, arriva la fisioterapista che prepara a Jessie un bagno caldo. Mentre si trova fuori dalla stanza, una presenza oscura la aggredisce, facendo addirittura intervenire Leon per salvarla. Il padre dà tutta la colpa alle registrazioni di Kate e decide di bruciarle, ma, appena ci prova, viene intrappolato misteriosamente nel fienile in cui è scoppiato un incendio, rimanendo ucciso. Al funerale, Jessie rivede Preston e riesce a riallacciare i rapporti con lui, rimanendo delusa quando scopre che il suo amico si è sposato. Tuttavia, non gli nasconde niente e gli rivela che, nei suoi sogni, vede un uomo ustionato al volto che sembra avercela con lei.
Jessie e Preston collaborano per scoprire cosa si cela dietro tutto quel mistero. Tuttavia, il ragazzo è ancora innamorato della sua amica e questo incrinerà il rapporto con la moglie. I due riescono comunque a trovare una tomba con scritto “Jessabelle”, morta lo stesso giorno del compleanno di Jessie. Aprendo la tomba, vedono che all'interno c'è soltanto lo scheletro di una bambina. Chiamano così la polizia. Le forze dell'ordine ipotizzano che la bambina sia una sorella di Jessie e promettono di effettuare il test del DNA. Nonostante ciò, il test tarda ad arrivare e porterà i due amici a scoprire una casa distrutta da un incendio. Fanno così la conoscenza di persone molto ambigue, che li lasceranno andare via solo dopo aver visto il bracciale della madre di Jessie.
Preston viene aggredito dalla presenza oscura e finisce in ospedale. Jessie riceve la chiamata dallo sceriffo, che le rivela che la bambina era di colore. Sarà la madre Kate a chiarire il mistero a Jesse, materializzandosi sotto forma di fantasma. In passato, Kate ebbe una relazione con Moses, il vescovo del paesino, da cui nacque una bambina che venne chiamata Jessabelle; tuttavia, Kate, quando ebbe questa bambina, era già sposata con Leon. Quest'ultimo, venuto a conoscenza del tradimento della moglie, uccise sia Jessabelle che Moses e, per coprire l'omicidio della bimba, ne adottò un'altra, dandole il nome di Jessie. Kate, disperata per l'accaduto, si suicidò, giurando vendetta. Di conseguenza, i video di Kate non erano per Jessie, ma per Jessabelle: Kate parlava alla piccola di una presenza corrotta all'interno della casa, riferendosi alla protagonista Jesse. Arriva il momento della vendetta: Kate e Moses, materializzatisi, gettano Jessie nella palude, dove incontra Jessabelle, che prende letteralmente le sue sembianze tornando in vita.
Jessabelle abbraccia Preston e gli dice di portarla a casa; sul retro dell'abitazione, lo sceriffo chiama Jessie  e le chiede come sta. La ragazza risponde: “Mi chiamo Jessabelle”.